# Superliga Femenina 2008–09
Primera División 2008-09 var den 21. udgave af Primera División. Turneringen startede den 7. september 2008 og blev afsluttet den 10 maj 2008. 

## Hold
| Klub                                      | By                   | Stadion                                  |
| ----------------------------------------- | -------------------- | ---------------------------------------- |
| Atlético de Madrid Femenino               | Madrid               | Miniestadio Cerro del Espino             |
| Athletic Club                             | Bilbao               | Instalaciones de Lezama                  |
| FC Barcelona Femenino                     | Barcelona            | Ciutat Esportiva Joan Gamper             |
| AD Colegio Alemán-Universitat de València | Valencia             | Campus Universitario Els Tarongers       |
| RCD Espanyol                              | Barcelona            | Ciutat Esportiva de Sant Adrià del Besòs |
| UE L'Estartit                             | Torroella de Montgrí | Municipal de L'Estartit                  |
| SD Lagunak                                | Barañáin             | Sociedad Lagunak                         |
| Levante UD                                | Valencia             | Polideportivo Municipal de Nazaret       |
| Club Atlético Málaga                      | Málaga               | Malaka                                   |
| CF Pozuelo de Alarcón                     | Pozuelo de Alarcón   | Polideportivo Valle de las Cañas         |
| Extremadura Femenino CF                   | Almendralejo         | Estadio Francisco de la Hera             |
| Rayo Vallecano                            | Madrid               | Estadio Teresa Rivero                    |
| Real Sociedad Femenino                    | San Sebastián        | Instalaciones de Zubieta                 |
| Cajasol Sporting de Huelva                | Huelva               | Campo Federativo de "La Orden"           |
| AD Torrejón CF Femenino                   | Torrejón de Ardoz    | Las Veredillas                           |
| CD Transportes Alcaine                    | Zaragoza             | Campos Federación Pedro Sancho           |

## Stilling
| Pos | Hold                 | K  | V  | U  | T | M+ | M-  | P   |
| --- | -------------------- | -- | -- | -- | - | -- | --- | --- |
| 1   | Rayo Vallecano       | 30 | 81 | 26 | 3 | 1  | 98  | 16  |
| 2   | Levante              | 30 | 76 | 24 | 4 | 2  | 86  | 17  |
| 3   | Athletic             | 30 | 65 | 21 | 2 | 7  | 100 | 43  |
| 4   | Espanyol             | 30 | 60 | 18 | 6 | 6  | 71  | 25  |
| 5   | Transportes Alcaine  | 30 | 51 | 15 | 6 | 9  | 52  | 33  |
| 6   | Barcelona            | 30 | 49 | 14 | 7 | 9  | 48  | 32  |
| 7   | Atlético de Madrid   | 30 | 48 | 14 | 6 | 10 | 49  | 33  |
| 8   | Torrejón             | 30 | 38 | 12 | 2 | 16 | 52  | 68  |
| 9   | Sporting de Huelva   | 30 | 37 | 10 | 7 | 13 | 43  | 48  |
| 10  | Real Sociedad        | 30 | 33 | 9  | 6 | 15 | 27  | 46  |
| 11  | Lagunak              | 30 | 32 | 9  | 5 | 16 | 29  | 59  |
| 12  | L´Estartit           | 30 | 31 | 9  | 4 | 17 | 48  | 72  |
| 13  | Atlético Málaga      | 30 | 26 | 8  | 2 | 20 | 33  | 84  |
| 14  | Colegio Alemán       | 30 | 25 | 8  | 1 | 21 | 39  | 81  |
| 15  | Extremadura Femenino | 30 | 20 | 6  | 2 | 22 | 28  | 64  |
| 16  | Pozuelo de Alarcón   | 30 | 16 | 5  | 1 | 24 | 32  | 114 |

Kilde:
|  | Kvalificeret til UEFA Women's Cup & Copa de la Reina |
|  | Kvalificeret til Copa de la Reina                    |
|  | Nedrykning til Primera Nacional                      |